# Chiesa di Saint-Pierre-de-Chaillot
La chiesa di Saint-Pierre-de-Chaillot (sɛ̃.pjɛʁ də ʃa.jo) è una chiesa cattolica di Parigi, in Francia, situata in Avenue Marceau nº16.

## Storia

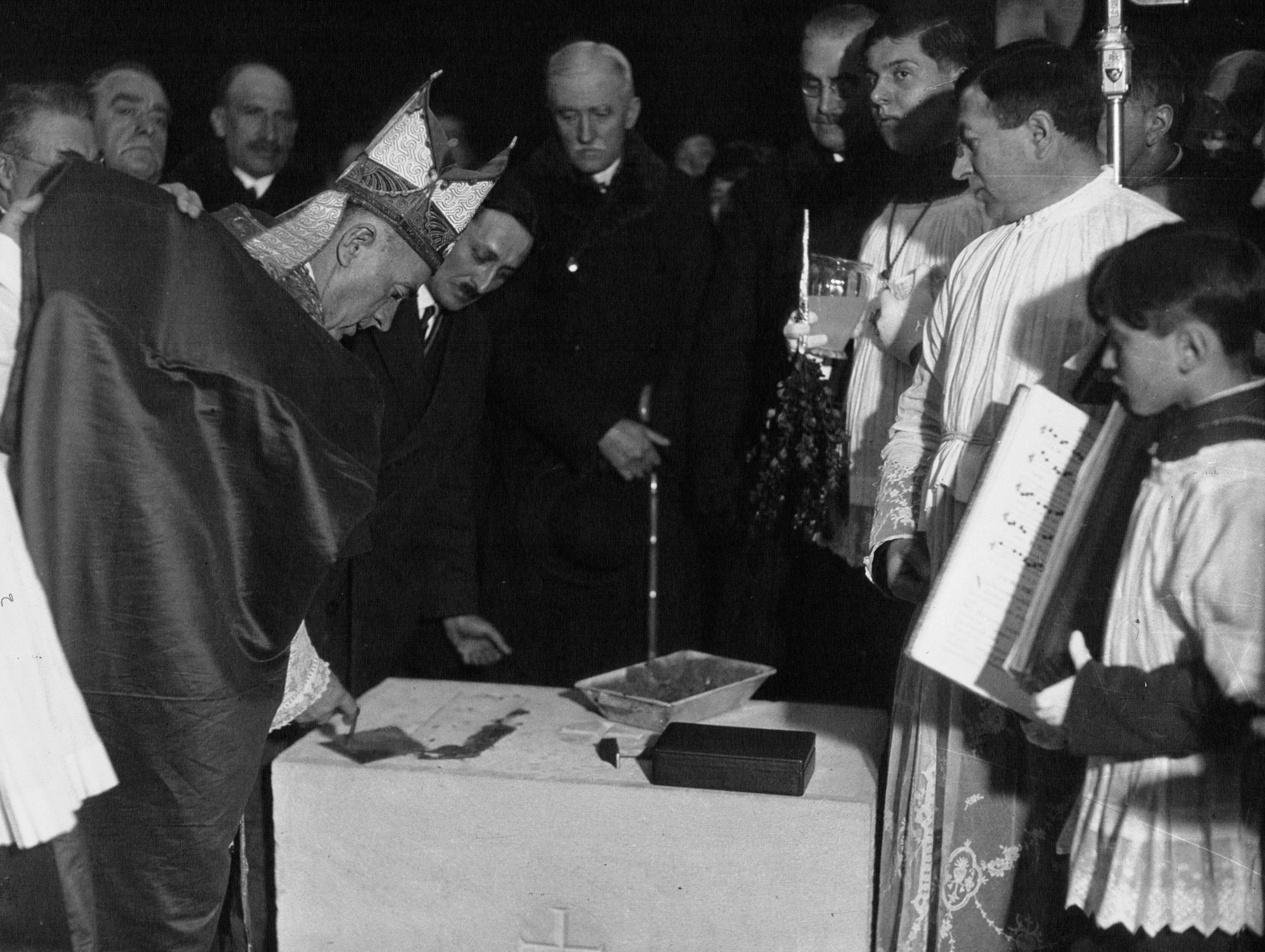
Il cardinale Jean Verdier posa la prima pietra della nuova Chiesa di Saint-Pierre-de-Chaillot nel 1933.

La prima Chiesa di Saint-Pierre de Chaillot risale all'XI secolo. Da Rue de Chaillot si accedeva alla storica chiesa parrocchiale, mentre su Avenue Marceau vi si affacciava solo una cappella con facciata in mattoni. Quella chiesa ospitò i funerali di Guy de Maupassant l'8 luglio 1893 e di Marcel Proust il 21 novembre 1922.
L'edificio venne poi demolito per far posto ad una nuova chiesa più grande. Progettata da Émile Bois, capo architetto della città di Parigi dell'epoca, venne costruita a partire dal 1933 nello stesso luogo della precedente e fu interamente finanziata dalle donazione dei fedeli. La costruzione venne completata nel 1938; secondo i progetti iniziali, la nuova struttura doveva essere isolata, tuttavia gli edifici circostanti non furono mai distrutti. La chiesa fu inaugurata il 18 maggio 1938 dal dall'arcivescovo di Parigi Jean Verdier, dal cardinale Alfred Baudrillart e dal nunzio apostolico; tutto ciò rimane della vecchia chiesa è una statua della Vergine Maria, la Vierge de Chaillot.
La nunziatura apostolica di Parigi si trova in Avenue du Président-Wilson, in fondo all'Avenue Marceau; la chiesa di Saint-Pierre de Chaillot è dunque la parrocchia del nunzio apostolico. Così tra il 1945 e il 1953, monsignor Roncalli, il futuro Papa Giovanni XXIII, ebbe modo di frequentare la chiesa.

## Architettura
La chiesa richiama l'architettura bizantina e romanica ma con una geometria e una struttura dell'edificio specifiche delle costruzioni in cemento degli anni 1930. Tra gli elementi decorativi ci sono le sculture di Henri Bouchard, le vetrate di Mauméjean e gli affreschi di Nicolas Untersteller.
La chiesa è composta da tre parti: una torre alta 62 metri che domina il tutto e si trova in Avenue Marceau, una chiesa bassa non visibile perché costruita come una cripta sopra la quale si erge la chiesa principale con campanile centrale. L'edificio si caratterizza anche per la monumentale facciata.
La chiesa inferiore ha la forma di una croce greca. Ha una superficie di 820 m² con grandi pilastri che sostengono una volta inclinata in cemento. L'aspetto d'insieme e l'altare dedicato ai caduti della prima guerra mondiale gli conferiscono l'aspetto di una catacomba.
Anche la chiesa alta è a croce greca. Ha una superficie di 1.960 m² e presenta una cupola centrale inquadrata da altre quattro cupole più piccole costruite su piante ottagonali, che ricordano l'arte bizantina.
La torre e la massiccia facciata collegano il tutto. Quest'ultima comprende un portico d'ingresso con tre archi semicircolari sormontati da un immenso timpano scolpito da Henri Bouchard che rappresenta la vita di San Pietro. La sommità della facciata si apre su una piccola fila di finestre quadrate e due balconi che le conferiscono un aspetto di fortificazione medievale.

## Galleria d'immagini

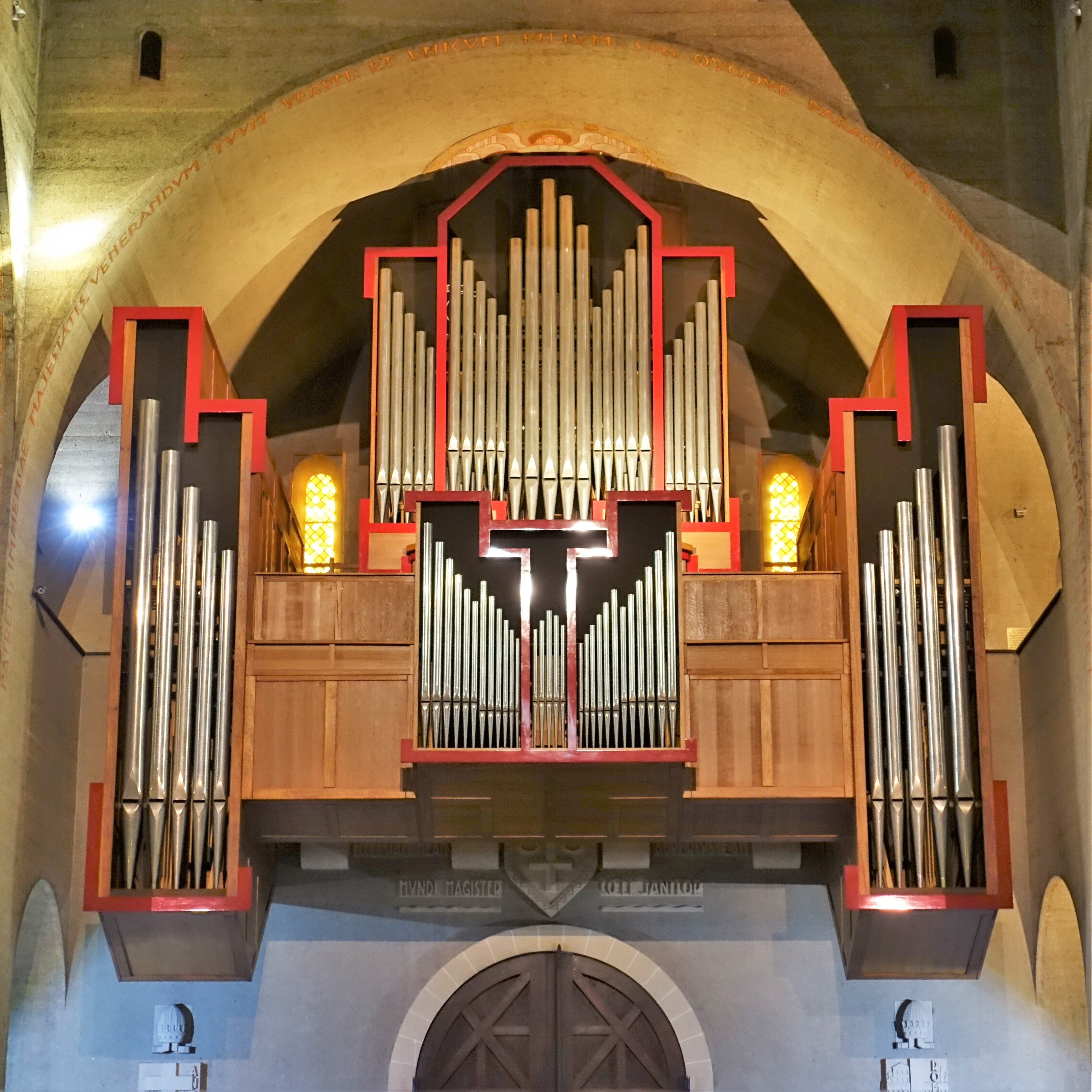
L'organo della chiesa